# 缅北原矛头蝮
缅北原矛头蝮（学名：Protobothrops kaulbacki），分布于缅甸北部、中国西藏东南部地区及印度东北部地区的毒蛇，隶属于蝰科原矛头蝮属。

## 形态特征
缅北原矛头蝮通体暗绿色，正背有一列暗褐色粗大的逗点状斑，两侧具有一行较小的斑；腹面具有灰、白相间的斑块。头顶呈黑色，具有“人”字形细纹。

## 保护
本种于2023年被收录入《有重要生态、科学、社会价值的陆生野生动物名录》。